# Міхай Ліксандру
Міхай Ліксандру (рум. Mihai Lixandru; нар. 5 червня 2001, Бухарест) — румунський футболіст, півзахисник клубу ФКСБ. Виступав також за клуби «Вііторул» (Тиргу-Жіу) та «Міовень», а також молодіжну збірну Румунії. Чемпіон Румунії.

## Клубна кар'єра
Міхай Ліксандру народився 2001 року в Бухаресті, та є вихованцем футбольної школи клубу ФКСБ. У 2020 році футболіста перевели до основної команди клубу, проте до основи молодий футболіст не пробився, і керівництво клубу віддало Ліксандру в оренду, спочатку до клубу «Вііторул» (Тиргу-Жіу), а пізніше до клубу «Газ Метан», та двічі до клубу «Міовень». Лише в 2023 році футболіст повернувся до ФКСБ, у якому став гравцем основного складу, та здобув у складі команди титули чемпіона Румунії та володаря Суперкубка Румунії. Станом на 21 жовтня 2024 року відіграв за бухарестську команду 41 матч в національному чемпіонаті.

## Виступи за збірну
З 2022 року Міхай Ліксандру залучався до складу молодіжної збірної Румунії, у складі якої грав на домашньому для румунської молодіжної збірної молодіжному чемпіонаті Європи 2023 року. На молодіжному рівні зіграв у 9 офіційних матчах.

## Титули і досягнення
- Чемпіон Румунії (2):

ФКСБ: 2023-24, 2024-25
- Володар Суперкубка Румунії (2):

ФКСБ: 2024, 2025